# Jon Lee
Jonathan "Jon" Lee (Croydon, Surrey, Inglaterra; 26 de abril de 1982) es un cantante y actor británico, miembro del grupo pop de finales de 1990 y principios de 2000 S Club 7, que se separó en abril de 2003. Él fue el integrante más joven. El grupo también protagonizó una seguidilla de sus propias series de televisión, tomando el papel de ellos mismos. Lee creció en Ipplepen, Devon. En marzo de 2001, declaró su homosexualidad al presentarse con su pareja en un concierto de S Club 7.

## Antes de S Club 7
A la edad de 12 años, Lee realizó el papel principal en la producción de la West Ends "Oliver!" en el "London Palladium Theatre", junto con Jonathan Pryce en el rol de Fagin.
Antes de ser elegido para S Club 7, Lee interpretó varios papeles en series y películas desde 1993, entre ellos un papel en la telenovela de la BBC "East Enders", representando a Josh Saunders desde 1997 a 1998. Además, hizo el papel de Julian en la versión musical "Famous Five, The Musical - Smuggler's Gold" de Enid Blyton en 1997.

## Después de S Club 7
Entre los años 2003 y 2004, Lee hizo el personaje principal de Marius en "Les Miserables" en el "Palace Theatre" de Londres, y continuó haciendo el papel siguiendo el traslado del show al más pequeño "Queen's Theatre". En 2005, Lee participó de un Tour por Inglaterra en un nuevo musical titulado "Love Shack", que contenía clásicos disco y canciones bailables de las listas. Participó del mismo junto con figuras como Faye Tozer de Steps y Noel Sullivan de Hear'Say. Desde entonces, Lee ha participado en varios otros proyectos de musicales antes de retornar al escenario protagonizando el musical de la BBC "The Sound of Musicals".
En 2008, Lee hizo la voz del atractivo personaje ciclista Max de la serie de dibujos animados "Famous 5: On the Case", de Disney Channel británica.
También en 2008, Lee grabó una canción para el CD "Act One: Songs from the Musicals of Alexander S. Bermange", un álbum de 20 nuevas canciones con la participación de 26 estrellas de West End realizado en noviembre de 2008 por Dress Circle Records.
En la Navidad y el Año Nuevo de 2008-2009, Lee apareció en el "The White Rock Theatre" en Hastings, haciendo el papel principal en la comedia musical "Peter Pan". Tanto Lee como el show fueron bien recibidos. Más tarde en 2009, se supone que Lee sea visto en el rol de Billy Fury en la nueva película de Nick Moran llamada "Telstar".
Se ha rumorado que Lee, junto con Tina Barrett, podrían unirse a la actual reunión de 3 exmiembros de S Club 7 (Paul Cattermole, Bradley McIntosh y Jo O'Meara) para un Tour en 2009. Sin embargo, hasta el momento, los dos miembros restantes del grupo, Rachel Stevens y Hannah Spearritt, se han negado a reunirse.

## Vida personal
Lee es abiertamente homosexual. En una entrevista para la revista Gay Times, anunció que había salido del armario a una edad joven, antes de integrarse al grupo.